# Klockartorpet
Ej att förväxla med Klockaretorpet i Norrköping.

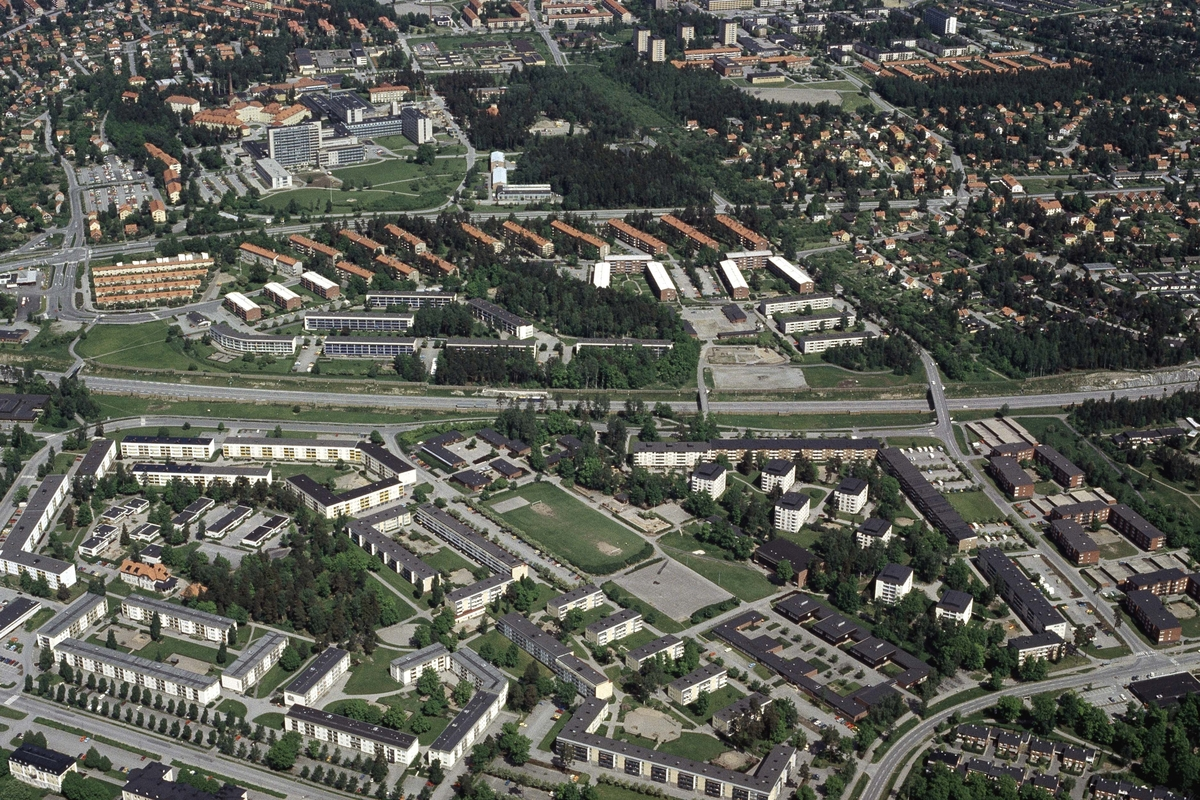
Flygfotografi över Klockartorpet juni 1983.

Klockartorpet är ett administrativt bostadsområde och en stadsdel i östra Västerås.
Området byggdes mellan 1945 och 1949 och byggdes om mellan 1985 och 1987. Området består av sex friliggande flerbostadshus och två punkthus. Stadsdelen har efter det utökats med ytterligare antal hus. Tidigare fanns det åtminstone två affärer på området: ICA och Konsum.
Klockartorpet hade tidigare en lågstadieskola, men den är idag riven. På samma plats idag finns ett äldreboende. De två lekparkerna finns kvar, men ser annorlunda ut idag. Den mindre kallades just för den lilla lekparken, medan den större låg/ligger nära den plats där skolan låg. Vintertid var det en isbana på den större lekparken.
I områdets västra del finns en bensinmack och flera företag, bland annat kontor för dagstidningen Västmanlands Nyheter.
Området avgränsas av Stockholmsvägen, Rönnbergagatan och E18.
Området gränsar i norr mot Hemdal, i öster mot Skiljebo och i söder mot Viksäng.